# Chabris
 Chabris  es una población y comuna francesa, en la región de  Centro, departamento de Indre, en el distrito de Issoudun y cantón de Saint-Christophe-en-Bazelle.
Ubicada cerca de un importante cruce sobre un río, en el camino de Valençay a Romorantin, con un puente desde tiempos del Imperio Romano, Chabris fue hace tiempo lugar de la fortaleza feudal del Obispo de Bourges. Su iglesia fue construida sobre la tumba del hermitaño del siglo VI, San Phalier.

## Demografía
| 2391 | 2493 | 2493 | 2589 | 2672 | 2652 |
| Para los censos de 1962 a 1999 la población legal corresponde a la población sin duplicidades (Fuente: INSEE [Consultar]) |      |      |      |      |      |